# Мисс мира 2021
Мисс мира 2021 (англ. Miss World 2021) — 70-й международный конкурс красоты. Мероприятие проводилось в Coca-Cola Music Hall, Сан-Хуан, Пуэрто-Рико. Первоначально запланированный на 16 декабря 2021 года, конкурс красоты был перенесён на 16 марта 2022 года из-за пандемии COVID-19 среди участниц и технического персонала конкурса. Победительницей стала представительница Польши — Каролина Белявская. В этом выпуске конкурс купальников (Miss World Beach Beauty) вернулся после пятилетнего перерыва.

## Закулисье

### Влияние пандемии COVID-19
Первоначально конкурс красоты должен был быть проведён в конце 2020 года, но был перенесён из-за пандемии COVID-19. Однако, 16 декабря 2021 года была объявлена другая дата — 8 марта 2022 года.
Угроза варианта Омикрон была обнаружена в некоторых частях мира во время предконкурсных мероприятий.
14 декабря, у представительницы Индонезии Карлы Юлс был выявлен положительный тест на COVID-19, её соседка по комнате, представительница Индии, Манаса Варанаси и ещё пять человек возможно оказались контактными. Председатель организации «Мисс мира» Джулия Морли подтвердила, что участницы в настоящее время изолированы и находятся в карантине, и, что они не выйдут на сцену, если у них не будет отрицательного теста ПЦР.
15 декабря Министерство здравоохранения Пуэрто-Рико подтвердило ещё 17 положительных случаев заражений COVID-19, как у конкурсанток, так и у технического персонала.
У представительницы Малайзии Лаванья Сиваджи тест на COVID-19 оказался положительным, данное заявление было сообщение через страницу «Miss World Malaysia» в социальной сети Instagram. Финал мероприятия, первоначально был запланирован на 16 декабря, но позже был отложен и проведён в неустановленную дату, но в ближайшие 90 дней в Пуэрто-Рико.
22 декабря было сообщено, что 70-й конкурс «Мисс Мира» состоится 16 марта 2022 года, о чём было сообщено в социальных сетях и будет проводиться в Coca-Cola Music Hall вместо Колизей Хосе Мигеля Агрелота, а 40 полуфиналисток вернулись в Пуэрто-Рико 9-11 марта 2022 года для участия в конкурсе.

### Локация и дата
8 марта 2021 года организаторы Miss World Puerto Rico подтвердили, что 70-й конкурс «Мисс мира» состоится в декабре 2021 года в Сан-Хуане, Пуэрто-Рико.

### Ведущие, выступления и судьи
Питер Андре вернётся в роли ведущего вечера с Фернандо Альенде и Стефани Дель Валье. Выступления — Дон Омар, Gente de Zona, Виктор Мануэль, Педро Капо и Puerto Rico Symphony Orchestra, дирижирует Анхель Велес с приглашённым дирижёром Майком Диксоном, официально было анонсировано 14 декабря 2021 года на официальной странице «Мисс мира» на социальной странице в «Facebook».

### Споры

#### Участие Синт-Мартен
Правительство Синт-Мартен осудило участие Лары Матео в международном конкурсе красоты. Владельцем лицензии Мисс и Мистер Мира в Синт-Мартене кандидатура Лары Матео не выбиралась, и в настоящее время находится под следствием правительства. Премьер-министр Сильверия Джейкобс сообщила, что правительство обнаружило, что Лара Матео была зарегистрирована владельцем франшизы в Гваделупе, чтобы представлять Синт-Мартен. Правительство Синт-Мартена выпустило официальное письмо, в котором говорится, что они не поддерживали Лару Матео на конкурсе «Miss World Limited». Премьер-министр добавила, что Сен-Мартен, ни их Департамент туризма, ни Департамент культуры, не знали и не признавают кандидата и заверили, что их победительницы будут участвовать только в конкурсе Мисс Франция.

## Результаты
15 участниц заслужили свои места в полуфинале, пройдя различные испытания, а оставшиеся 25 полуфиналистов были официально объявлены на сайте Мисс мира, на странице в социальной сети Facebook 21 января 2022 года В ночь коронации была зафиксирована ничья в Топ-12 мест, что увеличило количество мест до 13, включающих победителя конкурса «Digital Media Challenge» Участнице Шри Сайни из США была вручена награда «Beauty With A Purpose Ambassador» и она будет сопровождать победительницу «Мисс Мира 2021» из Польша в течение года.
| Результат      | Участница |
| -------------- | --- |
| Мисс мира 2021 | - Польша — Каролина Белявская |
| 1-я Вице мисс  | - США — Шри Сайни |
| 2-я Вице мисс  | - Кот-д’Ивуар — Оливия Яс |
| Топ 6          | - Индонезия — Карла Юлс - Мексика — Каролина Видалес - Северная Ирландия — Анна Лейч |
| Топ 13         | - Колумбия — Андреа Агилера - Чехия — Каролина Копинцова - Франция — Эйприл Бенаюм - Индия — Манаса Варанаси - Филиппины — Трейси Перес - Сомали — Хадия Омар - Вьетнам — До Ти Ха § |
| Топ 40         | - Аргентина — Амира Идальго - Багамские Острова — Сиенна Эванс - Ботсвана — Палеса Мофеле - Бразилия — Каролина Тейшейра - Камерун — Одри Монкам - Канада — Светлана Мамаева - Чили — Кэрол Дрпик - Китай — Цзян Сици - Доминиканская Республика — Эмми Пенья - Эквадор — Амар Пачеко - Англия — Рехема Мутамия - Гвинея — Нене Бах - Венгрия — Лили Тотпети - Исландия — Хугрун Бирта Эгилсдоттир - Ирландия — Памела Уба - Кения — Шарон Обара - Мадагаскар — Нелли Анджаратьяна - Малайзия — Лаванья Сиваджи - Монголия — Бурте-Уджин Ану - Непал — Намрата Шрестха - Никарагуа — Шейннис Паласиос - Парагвай — Бетания Борба - Пуэрто-Рико — Арьям Диас - ЮАР — Шудуфадзо Мусида - Шри-Ланка — Саде Гринвуд - Тринидад и Тобаго — Жанин Брандт - Венесуэла — Алехандра Конде |

§ победительница в категории «Digital Media»

## События испытаний

### Соперничество Head-to-Head
Участниц официально распределили по группам 24 ноября 2021 года во время трансляции на YouTube-канале «Мисс мира».

#### Тур 1
- Прошли во второй раунд соревнования «Head-to-Head».
- Прошли во второй тур конкурса «Head-to-Head», но вошли в Топ-30 по выбору судей или по результатам соревнований, отличных от конкурса «Head-to-Head».
- Прошла в Топ-30, отличное от «Head-to-Head».
- Прошла в Топ-30 по выбору судей.

| Группа | Страна 1                 | Страна 2   | Страна 3              | Страна 4   | Страна 5          | Страна 6          |
| ------ | ------------------------ | ---------- | --------------------- | ---------- | ----------------- | ----------------- |
| 1      | Багамские Острова        | Малайзия   | Непал                 | Перу       | Португалия        | США               |
| 2      | Албания                  | Сальвадор  | Англия                | Индонезия  | Маврикий          | ЮАР               |
| 3      | Доминиканская Республика | Намибия    | Парагвай              | Сингапур   | Словакия          | Уругвай           |
| 4      | Острова Кайман           | Гондурас   | Польша                | Шотландия  | Сербия            | Шри-Ланка         |
| 5      | Ангола                   | Боливия    | Япония                | Швеция     | Украина           | Венесуэла         |
| 6      | Белиз                    | Гваделупа  | Кения                 | Норвегия   | Тринидад и Тобаго | Турция            |
| 7      | Аргентина                | Чехия      | Экваториальная Гвинея | Ямайка     | Монголия          | Нидерланды        |
| 8      | Ботсвана                 | Эстония    | Исландия              | Италия     | Сент-Люсия        | Тунис             |
| 9      | Босния и Герцеговина     | Бразилия   | Болгария              | Молдова    | Вьетнам           | Уэльс             |
| 10     | Камерун                  | Чили       | Эквадор               | Люксембург | Мадагаскар        | Северная Ирландия |
| 11     | Франция                  | Гибралтар  | Макао                 | Филиппины  | Пуэрто-Рико       | Словения          |
| 12     | Республика Корея         | Мальта     | Мексика               | Нигерия    | Панама            | Испания           |
| 13     | Бельгия                  | Колумбия   | Кюрасао               | Финляндия  | Ирландия          | Руанда            |
| 14     | Канада                   | Коста-Рика | Кот-д’Ивуар           | Гвинея     | Венгрия           | Индия             |
| 15     | Армения                  | Китай      | Гвинея-Бисау          | Ирак       | Никарагуа         | Сомали            |
| 16     | Камбоджа                 | Гана       | Гаити                 | Сенегал    | Синт-Мартен       | Уганда            |

- Примечание: Танзания не была отнесена к какой-либо группе для участия в испытании «Head-to-Head».

#### Тур 2
Победительница каждой группы участвовала в финале 9 декабря в здании Капитолий Пуэрто-Рико. Восемь полуфиналисток были официально объявлены 24 ноября 2021 года во время трансляции на YouTube-канале «Мисс мира»
- Прошла в Топ-30 через испытание «Head-to-Head».

| Knockout stage | Страна 1  | Страна 2          |
| -------------- | --------- | ----------------- |
| 1              | Непал     | Индонезия         |
| 2              | Парагвай  | Острова Кайман    |
| 3              | Венесуэла | Тринидад и Тобаго |
| 4              | Монголия  | Ботсвана          |
| 5              | Вьетнам   | Камерун           |
| 6              | Филиппины | Мексика           |
| 7              | Колумбия  | Кот-д’Ивуар       |
| 8              | Никарагуа | Гаити             |

### Талант
Финал конкурса талантов прошёл 4 декабря 2021 года Победительницы были официально объявлены на странице «Мисс Мира» в социальной сети Facebook 13 декабря 2021 года
| Итоговый результат | Участница |
| ------------------ | --- |
| Победительница     | - Монголия — Буртэ-Уджин Ану |
| 1-я Вице мисс      | - Норвегия — Амин Сторрёд |
| 2-я Вице мисс      | - Япония — Тамаки Хоши |
| 3-я Вице мисс      | - Чили — Кэрол Дрпик |
| 4-я Вице мисс      | - Северная Ирландия — Анна Лейч |
| Топ 27             | - Албания — Амела Агастра - Ботсвана — Палеса Молефе - Болгария — Ева Добрева - Кот-д’Ивуар — Оливия Яс - Эквадор — Амар Пачеко - Англия — Рехема Мутамия - Гибралтар — Дженис Сампере - Индия — Манаса Варанаси - Индонезия — Карла Юлс - Ирландия — Памела Уба - Ямайка — Халия Холл - Кения — Шарон Обара - Республика Корея — Тара Хонг - Маврикий — Анжелика Сансон - Шотландия — Клаудия Тодд - Сингапур — Кхай Линг Хо - Словения — Майя Колич - ЮАР — Шудуфхадзо Мусида - Тунис — Амани Лаюни - США — Шри Сайни - Уругвай — Валентина Камехо - Вьетнам — До Ти Ха |

### Топ модель
Финал «Топ Модель» прошёл 6 декабря 2021 года
«Мисс Кот-д’Ивуар» Оливия Яс завоевала титул «Топ Модель» и стала четверть-финалисткой Мисс мира 2021.
| Итоговый результат | Участница |
| ------------------ | --- |
| Победитель         | - Кот-д’Ивуар — Оливия Яс |
| 1-я Вице мисс      | - Камерун — Одри Монкам |
| 2-я Вице мисс      | - Пуэрто-Рико — Арьям Диас |
| Топ 13             | - Багамские Острова — Сиенна Эванс - Чехия — Каролина Копинцова - Доминиканская Республика — Эмми Пенья - Франция — Эйприл Бенаюм - Кения — Шэрон Обара - Мексика — Каролина Видалес - Никарагуа — Шейннис Паласиос - Польша — Каролина Белявска - Венесуэла — Алехандра Конде - Вьетнам — До Ти Ха |

#### Дизайнерское платье
Награда за «Лучшее дизайнерское платье» была вручена участнице из Кореи во время финала «Топ модель».
| Итоговый результат | Участница                      |
| ------------------ | ------------------------------ |
| Победитель         | - Республика Корея — Тара Хонг |
| 1-я Вице мисс      | - Кот-д’Ивуар — Оливия Яс      |
| 2-я Вице мисс      | - Ирак — Мария Фархад          |

### Спорт
Спортивное событие было проведено 1 декабря 2021 года Miss Norway, Amine Storrød, had an asthma attack during the event which had to delay the rest of the competition. Победители были официально объявлены на странице «Мисс мира» в социальной сети Facebook 13 декабря 2021 года.
| Итоговый результат    | Участница                                                 |
| --------------------- | --------------------------------------------------------- |
| Победитель            | - Мексика — Каролина Видалес                              |
| 1-я Вице мисс         | - Исландия — Хугрун Бирта Эгилсдоттир                     |
| 2-я Вице мисс (ничья) | - Гвинея-Бисау — Ичасеня Да Коста - Ирландия — Памела Уба |

| Команда (Топ 32)                   | Участница |
| ---------------------------------- | --- |
| Синяя команда в синей одежде       | - Гвинея-Бисау — Ичасеня Да Коста - Мальта — Наоми Дингли - Маврикий — Анжелика Сансон - Нигерия — Олучи Мадубуике - Северная Ирландия — Анна Лейч - Сербия — Андрияна Савич - Швеция — Габриэлла Ломм Манн - Тунис — Амани Лаюни    |
| Зелёная команда в оранжевой одежде | - Армения — Мирна Бздигян - Бразилия — Каролина Тейшейра - Гибралтар — Дженис Сампере - Исландия — Хугрун Бирта Эгилсдоттир - Италия — Клаудия Мотта - Люксембург — Эмилия Боланд - Мексика — Каролина Видалес - Перу — Паула Монтес |
| Красная команда в пурпурном одежде | - Ботсвана — Палеса Молефе - Канада — Светлана Мамаева - Ямайка — Халия Холл - Япония — Тамаки Хоши - Республика Корея — Тара Хонг - Норвегия — Амин Сторрёд - Шотландия — Клаудия Тодд - Синт-Мартен — Лара Матео                   |
| Жёлтая команда в жёлтой одежде     | - Аргентина — Амира Идальго - Эстония — Каролин Киппасто - Финляндия — Эмилия Лепомяки - Венгрия — Лили Тотпети - Ирландия — Памела Уба - Кения — Шарон Обара - Словакия — Леона Новомбердалиу - Словения — Майя Колич               |

### Красота с целью
Финалистки были официально анонсированы на странице «Мисс мира» в социальной ести Facebook 13 декабря 2021 года Топ-6 финалистов были объявлены победителями.
| Итоговый результат | Участница |
| ------------------ | --- |
| Победительница/-цы | - Англия — Рехема Мутамия - Индия — Манаса Варанаси - Кения — Шэрон Обара - Филиппины — Трейси Перес - ЮАР — Шудуфхадзо Мусида - США — Шри Сайни |
| Top 10             | - Чехия — Каролина Копинцова - Мадагаскар — Нелли Анджаратьяна - Непал — Намрата Шрестха - Шри-Ланка — Саде Гринвуд                              |

## Участницы
Список из 97 участниц:
| Страна/Территория        | Участница                | Возраст | Родной город/регион |
| ------------------------ | ------------------------ | ------- | ------------------- |
| Албания                  | Амела Агастра            | 18      | Тирана              |
| Ангола                   | Рут Карлос               | 24      | Уамбо               |
| Аргентина                | Амира Идальго            | 23      | Буэнос-Айрес        |
| Армения                  | Мирна Бздигян            | 19      | Ереван              |
| Багамские Острова        | Сиенна Эванс             | 24      | Нассау              |
| Бельгия                  | Селин Ван Оуйтсел        | 25      | Херенталс           |
| Белиз                    | Маркиша Янг              | 21      | Сан-Игнасио         |
| Боливия                  | Алондро Меркандо         | 19      | Тринидад            |
| Босния и Герцеговина     | Адна Бибер               | 19      | Сараево             |
| Ботсвана                 | Палеза Молефе            | 22      | Габороне            |
| Бразилия                 | Каролина Тейшейра        | 23      | Бразилиа            |
| Болгария                 | Ева Добрева              | 21      | Варна               |
| Камбоджа                 | Пхум Сопхорн             | 19      | Пномпень            |
| Камерун                  | Одри Монкам              | 24      | Бали-Ньонга         |
| Канада                   | Светлана Мамаева         | 21      | Мейпл               |
| Острова Кайман           | Рашана Хайдс             | 24      | Уэст-Бэй            |
| Чили                     | Кэрол Дрпик              | 21      | Пунта-Аренас        |
| Китай                    | Цзян Сици                | 21      | Пекин               |
| Колумбия                 | Андреа Агилера           | 23      | Медельин            |
| Коста-Рика               | Тамара Даль Мазо         | 23      | Пунтаренас          |
| Кот-д’Ивуар              | Оливия Яс                | 23      | Ямусукро            |
| Кюрасао                  | Альвинетта Солиана       | 20      | Виллемстад          |
| Чехия                    | Каролина Копинцова       | 22      | Брно                |
| Доминиканская Республика | Эмми Пенья               | 24      | Дуарте              |
| Эквадор                  | Амар Пачеко              | 24      | Гуаякиль            |
| Сальвадор                | Николь Альварес          | 27      | Сан-Сальвадор       |
| Англия                   | Рехема Мутамия           | 25      | Милл-Хилл           |
| Экваториальная Гвинея    | Люсила Бенита            | 21      | Малабо              |
| Эстония                  | Каролин Киппасто         | 24      | Тарту               |
| Финляндия                | Эмилия Лепомяки          | 23      | Вантаа              |
| Франция                  | Эйприл Бенаюм            | 22      | Эгюий (Буш-дю-Рон)  |
| Гана                     | Моник Мавулаве           | 20      | Аккра               |
| Гибралтар                | Дженис Сампере           | 23      | Гибралтар           |
| Гваделупа                | Пресцилла Лароуз         | 22      | Ле-Муль             |
| Гвинея                   | Нене Бах                 | 24      | Конакри             |
| Гвинея-Бисау             | Ичасеня Да Коста         | 21      | Бисау               |
| Гаити                    | Эрленд Бергер            | 24      | Порт-о-Пренс        |
| Гондурас                 | Даяна Бордас             | 24      | Ауас                |
| Венгрия                  | Лили Тотпети             | 20      | Надьканижа          |
| Исландия                 | Хугрун Бирта Эгилсдоттир | 22      | Рейкьявик           |
| Индия                    | Манаса Варанаси          | 24      | Хайдарабад          |
| Индонезия                | Карла Юлс                | 25      | Сурабая             |
| Ирак                     | Мария Фархад             | 20      | Мосул               |
| Ирландия                 | Памела Уба               | 25      | Голуэй              |
| Италия                   | Клаудия Мотта            | 21      | Веллетри            |
| Ямайка                   | Халия Холл               | 25      | Сент-Анн            |
| Япония                   | Тамаки Хоши              | 20      | Токио               |
| Кения                    | Шэрон Обара              | 19      | Найроби             |
| Республика Корея         | Тара Хонг                | 21      | Сеул                |
| Люксембург               | Эмилия Боланд            | 25      | Сандвейлер          |
| Макао                    | Цзя Ни Юань              | 28      | Макао               |
| Мадагаскар               | Нелли Анджаратьяна       | 24      | Антананариву        |
| Малайзия                 | Лаванья Сиваджи          | 25      | Бату-Кейвс          |
| Мальта                   | Наоми Дингли             | 26      | Валлетта            |
| Маврикий                 | Анжелика Сансон          | 25      | Курепипе            |
| Мексика                  | Каролина Видалес         | 24      | Хикильпан-де-Хуарес |
| Молдова                  | Татьяна Овчиникова       | 23      | Кишинёв             |
| Монголия                 | Буртэ-Уджин Ану          | 23      | Улан-Батор          |
| Намибия                  | Аннери Марэ              | 26      | Каманьяб            |
| Непал                    | Намрата Шрестха          | 24      | Катманду            |
| Нидерланды               | Лиззи Доббе              | 21      | Ден-Хелдер          |
| Никарагуа                | Шейннис Паласиос         | 21      | Манагуа             |
| Нигерия                  | Олучи Мадубуике          | 25      | Абуджа              |
| Северная Ирландия        | Анна Лейч                | 27      | Кукстаун            |
| Норвегия                 | Амин Сторрёд             | 21      | Валер               |
| Панама                   | Кристель Барретто        | 25      | Панама              |
| Парагвай                 | Бетания Борба            | 20      | Пресиденте-Франко   |
| Перу                     | Паула Монтес             | 25      | Лима                |
| Филиппины                | Трейси Перес             | 28      | Себу                |
| Польша                   | Каролина Белявска        | 21      | Лодзь               |
| Португалия               | Лиди Алвес               | 25      | Вила-Реал           |
| Пуэрто-Рико              | Арьям Диас               | 23      | Наранхито           |
| Руанда                   | Наоми Нисимве            | 22      | Кигали              |
| Шотландия                | Клаудия Тодд             | 25      | Ботуэлл             |
| Сенегал                  | Пенда Сай                | 24      | Тамбакунда          |
| Сербия                   | Андрияна Савич           | 21      | Белград             |
| Сингапур                 | Кхай Линг Хо             | 18      | Сингапур            |
| Синт-Мартен              | Лара Матео               | 24      | Филипсбург          |
| Словакия                 | Леона Новомбердалиу      | 25      | Братислава          |
| Словения                 | Майя Колич               | 21      | Рибница             |
| Сомали                   | Хадия Омар               | 20      | Могадишо            |
| ЮАР                      | Шудуфхадзо Мусида        | 25      | Лимпопо             |
| Сент-Люсия               | Тайлер Теофан            | 23      | Чойсиул             |
| Испания                  | Ана Гарсия               | 23      | Альмерия            |
| Шри-Ланка                | Саде Гринвуд             | 18      | Коломбо             |
| Швеция                   | Габриэлла Ломм Манн      | 26      | Стокгольм           |
| Танзания                 | Джулианна Ругумиса       | 23      | Килиманджаро        |
| Тринидад и Тобаго        | Жанин Брандт             | 25      | Сан-Фернандо        |
| Тунис                    | Амани Лаюни              | 22      | Махдия              |
| Турция                   | Диляра Коркмаз           | 23      | Анкара              |
| Уганда                   | Элизабет Багайя          | 26      | Бомбо               |
| Украина                  | Александра Яремчук       | 22      | Винница             |
| США                      | Шри Сайни                | 25      | Сиэтл               |
| Уругвай                  | Валентина Камехо         | 24      | Монтевидео          |
| Венесуэла                | Алехандра Конде          | 24      | Вилла-де-Кура       |
| Вьетнам                  | До Ти Ха                 | 20      | Тханьхоа            |
| Уэльс                    | Оливия Харрис            | 18      | Магор               |

## Заметки
1. ↑  На момент участия в конкурсе красоты